# Balduí I de Constantinoble
Balduí I (1171-1206, conegut com a Balduí de Flandes) fou el primer emperador llatí.
Era fill del comte Balduí VIII de Flandes i de Margarida d'Alsàcia comtessa de Flandes (des del 1191). Va néixer a Valenciennes el 1171 i va heretar dels seus pares els comtats d'Hainaut (Balduí VI d'Hainaut) el 1195 i de Flandes (Balduí IX de Flandes) el 1194.
Fou un dels senyors més poderosos que va participar en la Quarta Croada. El 1200 va arribar a Venècia, d'allí esperava embarcar cap a Terra Santa però va canviar els seus plans a petició del príncep Aleix Àngel, fill de l'emperador Isaac II Àngel, que va anar a Venècia per demanar ajut per reposar al seu pare que havia estat enderrocat i cegat pel seu germà Aleix III Àngel (1195). El príncep Aleix va fer grans promeses als croats i Balduí de Flandes els va convèncer per anar a Constantinoble. Van sortir amb una flota dirigida pel dux Dandolo, que era comandant en cap de l'expedició. Els fets que van succeir a la capital imperial del 1202 al 1204 es poden seguir sota els emperadors romans d'Orient Aleix III Àngel (1195-1203), Isaac II Àngel (segon període 1203-1204), Aleix IV Àngel (1203-1204) i Aleix V Ducas (1204-1204). El resultat immediat fou la conquesta de Constantinoble (1203) i la reposició d'Isaac II Àngel (amb el seu fill Aleix III Àngel com a associat). Enderrocat per segona vegada per Aleix V Ducas Murzufle, els croats van ocupar Constantinoble per segona vegada (1204) i van decidir establir l'Imperi Llatí. Els venecians i l'Església Catòlica imposaren Balduí de Flandes com a emperador titella.
Fou coronat el 9 de maig del 1204 i va rebre una petita part de l'Imperi (Constantinoble i part de Tràcia) mentre que la resta es va repartir entre venecians i altres senyors, entre els quals hi havia Bonifaci I de Montferrat, que va rebre Tessalònica amb títol de rei. Els grecs van resistir i van crear estats a l'Epir, Nicea i Trebisonda; van rebre el suport del rei búlgar Ivan Assèn. Els grecs es van apoderar d'Adrianòpolis, que Balduí va anar a assetjar, però atacat pels búlgars fou derrotat completament a la batalla d'Adrianòpolis el 14 d'abril de 1205 i fet presoner. Va morir captiu al cap d'uns mesos, el 1206. Li va succeir el seu germà Enric I de Flandes (1176-1216).